# Razkrižje
Razkrižje – wieś w Słowenii, siedziba gminy Razkrižje. W 2018 roku liczyła 270 mieszkańców.